# Угол (Сокольский район)
Угол — деревня в Сокольском районе Вологодской области.
Входит в состав Нестеровского сельского поселения, с точки зрения административно-территориального деления — в Нестеровский сельсовет.
Расстояние по автодороге до районного центра Сокола — 36 км, до центра муниципального образования Нестерова — 5 км. Ближайшие населённые пункты — Дмитриково, Чепурово, Бакулино.
По переписи 2002 года население — 10 человек.